# نکست (سیگار)
نکست  (به انگلیسی: Next) یک برند سیگار است؛ که در حال حاضر توسط فیلیپ موریس تولید می‌شود. مالک فعلی این برند فیلیپ موریس است. این برند در سال ۱۹۸۹ پایه‌گذاری گردید.
تولید سیگارهای این برند از سال 1989 متوقف شد اما از سال ۲۰۰۳ از سر گرفته شد.